# Carl Dohmann
Carl Dohmann (né le 18 mai 1990) est un athlète allemand, spécialiste de la marche.
Il détient le titre de champion d'Allemagne sur 50 km marche en 2013, 2015 et 2016.